# Monte Carlo (San Marino)
Monte Carlo je hora nacházející se v San Marinu, přesněji v samosprávné oblasti Fiorentino. S vrcholem ve výšce 559 metrů nad mořem je Monte Carlo druhá nejvyšší hora v republice.
16. dubna 1913 učinil Johann Widmer, letec z Terstu, první let nad San Marinem. Startoval v Rimini, vzlétl do výšky 1600 metrů a po jedenácti minutách letu přistál s letadlem Blériot XI na náhorní plošině Monte Carla ve výšce 508 m n. m. Na památku zde byla vztyčena socha, kterou vytvořil Charles Reffi, zatímco nápis na památníku je prací Pietra Franciosiho. Bylo to teprve podruhé (na celém světě), co byl vytvořen památník na počest letce.